# Cá nóc chóp
Cá nóc chóp hay cá nóc hòm năm góc lưng (danh pháp: Tetrosomus gibbosus) là một loài cá biển thuộc chi Tetrosomus trong họ Cá nóc hòm. Loài này được mô tả lần đầu tiên vào năm 1758.

## Từ nguyên
Tính từ định danh gibbosus theo tiếng Latinh có nghĩa là "có bướu", hàm ý đề cập đến sống lưng đặc biệt nhô cao của loài cá này.

## Phân bố và môi trường sống
Cá nóc chóp có phân bố rộng ở vùng Ấn Độ Dương - Thái Bình Dương, từ vùng biển bao quanh bán đảo Ả Rập và Đông Phi trải dài về phía đông đến Philippines và Papua New Guinea, ngược lên phía bắc đến Nam Nhật Bản, giới hạn phía nam đến Úc và Nouvelle-Calédonie. Cá nóc chóp là thành viên đầu tiên của họ Cá nóc hòm tiến vào được Địa Trung Hải nhờ kênh đào Suez.
Cá nóc chóp sống ở vùng có nền đáy bùn hoặc cát, thường là ở vùng nước sâu ngoài khơi, có khi trên thảm cỏ biển với nền đáy là đá vụn, độ sâu thường gặp trong khoảng 37–110 m.

## Mô tả
Tổng chiều dài cơ thể lớn nhất được ghi nhận ở cá nóc chóp là 30 cm, nhưng hay bắt gặp với kích thước khoảng 20 cm. Sống lưng nhô cao, có một gai lớn hình tam giác. Gờ bụng có 4 gai nhỏ, chĩa rộng sang hai bên. Đầu dô rất cao, rất dốc. Mắt tròn, trên mỗi mắt có một ngạnh. Thân màu vàng nâu hay vàng xám, có những vệt nâu đen lớn. Dọc theo gờ bụng có 4-5 vằn nâu tím. Gốc vây lưng màu đen. Vây lưng và vây hậu môn màu vàng. Vây đuôi màu nâu tím. Bắp đuôi màu tím nhạt.
Số tia vây ở vây lưng: 9; Số tia vây ở vây hậu môn: 9–10; Số tia vây ở vây ngực: 10–11; Số tia vây ở vây đuôi: 10.

## Sinh thái
Thức ăn của cá nóc chóp bao gồm tảo và những loài thủy sinh không xương sống như động vật thân mềm, hải miên, giun nhiều tơ và động vật giáp xác.
Theo nghiên cứu của Văn Lệ và cộng sự (2006), chưa phát hiện độc tính ở cá nóc chóp (không gây chết người khi ăn dưới 1000 g cá nóc có chứa lượng độc dưới 10 MU/g). Phân tích mẫu cá này trước đó ở Nha Trang (năm 2003) cũng chưa phát hiện độc tố chết người.
Hình dạng cơ thể của cá nóc chóp giúp chúng chống lại ngoại lực làm nghiêng cơ thể khỏi tư thế ổn định. Bụng và sống lưng của cá tạo ra các cột xoáy nước theo hướng nằm ngang đóng vai trò quan trọng trong việc duy trì sự thăng bằng của cá.

## Thương mại
Cá nóc chóp được khai thác trong ngành thương mại cá cảnh. Người dân Việt Nam vẫn có thói quen sử dụng loài này làm thực phẩm.